# Lapeirousia zambeziaca
Lapeirousia zambeziaca är en irisväxtart som beskrevs av Peter Goldblatt. Lapeirousia zambeziaca ingår i släktet Lapeirousia och familjen irisväxter. Inga underarter finns listade i Catalogue of Life.